# Gand-Wevelgem 1971
La Gand-Wevelgem 1971, trentatreesima edizione della corsa, si svolse il 31 marzo su un percorso di 237 km, con partenza a Gand e arrivo a Wevelgem. Fu vinta dal belga Georges Pintens della Hertekamp-Magniflex davanti al suo connazionale Roger De Vlaeminck e all'olandese Gerben Karstens.

## Ordine d'arrivo (Top 10)
| Pos. | Corridore            | Squadra                  | Tempo    |
| ---- | -------------------- | ------------------------ | -------- |
| 1    | Georges Pintens      | Hertekamp-Magniflex      | 5h19'00" |
| 2    | Roger De Vlaeminck   | Flandria-Mars            | s.t.     |
| 3    | Gerben Karstens      | Goudsmit-Hoff            | s.t.     |
| 4    | Leif Mortensen       | Bic                      | s.t.     |
| 5    | Daniel Van Ryckeghem | Sonolor-Lejeune          | s.t.     |
| 6    | Frans Kerremans      | Hertekamp-Magniflex      | s.t.     |
| 7    | Cyrille Guimard      | Fagor-Mercier-Hutchinson | s.t.     |
| 8    | Marino Basso         | Molteni                  | s.t.     |
| 9    | Jan Janssen          | Bic                      | s.t.     |
| 10   | Frans Verbeeck       | Watney-Avia              | s.t.     |